# ماركوس أسونساو
ماركوس دوس سانتوس أسونساو ((بالبرتغالية: Marcos Assunção‏)؛ مواليد 25 يوليو 1976 في كاييراس، البرازيل) هو لاعب كرة قدم برازيلي يلعب مع سامبايو كوريا في الدوري البرازيلي الدرجة الثانية كلاعب وسط. مثّل منتخب البرازيل لكرة القدم بين عامي 1998 و2000.

## روابط خارجية
- ماركوس أسونساو على موقع قاعدة بيانات كرة القدم.إي يو (الإنجليزية)
- ماركوس أسونساو على موقع ناشيونال فوتبول تيمز (الإنجليزية)
- ماركوس أسونساو على موقع Soccerway.com (الإنجليزية)
- ماركوس أسونساو على موقع عالم كرة القدم.نت (الإنجليزية)